# مزرعه سرهنگ دبیری
مزرعه سرهنگ دبیری یک منطقهٔ مسکونی در ایران است که در دهستان علی‌آباد ملک واقع شده‌است.